# Harald Almström
Otto Harald Almström, född 1 maj 1870 i Adolf Fredriks församling i Stockholm, död 1 juli 1944 i Hedvig Eleonora församling i Stockholm, var en svensk företagsledare. Han var son till direktör Robert Almström.
Efter civilingenjörsexamen i kemiteknik 1892 anställdes Almström vid Rörstrands porslinsfabrik, där han var disponent 1911–1923. Han blev ledamot av arbetsrådet 1924, av försäkringsrådet och sociala rådet 1926, av internationella kommittéer och satt i styrelsen för en rad svenska bolag. Han satt även i styrelsen för Sveriges allmänna exportförening (föregångare till Exportrådet), Svenska arbetsgivarföreningen, Föreningen för Stockholms fasta försvar med flera organisationer.